# Siri
Siri（シリ、[ˈsɪri] SIRR-ee） は、AppleのiOS、iPadOS、macOS、watchOS、tvOS、audioOS、visionOSにそれぞれ搭載されているバーチャルアシスタント。ユーザが各デバイスを物理的に操作するか、音声コマンド「Hey Siri（ヘイシリ）」で起動させることができる。macOS Sonoma, iOS 17, iPadOS 17から英語版でのみ "Siri" で起動させることができ、日本語版では「ねぇ、Siri」で起動できる。

## 概要
2007年に創設されたSiri社によって開発が始まり、2010年にAppleに売却された。SiriはiOSに組み込まれ、その翌年である2011年10月4日にiPhone 4Sに搭載されることが発表された。現在に至るまでAppleが開発するオペレーティングシステムと共にアップデートされ、多くの機能が追加され続けている。
Siriは、ユーザによる質問に対しインターネット上のウェブサイト、または各デバイスやアカウントにローカルに保存された情報を用いて回答し、要望を各デバイスのアプリケーションを用いたり、またはその機能をバイパスしたりすることによって答える。
Siriは継続的に使用することによって、各ユーザの使用状況に適応する。また、SiriはSpeech Interpretation and Recognition Interface（日:発話解析及び認識インターフェース）の頭文字をとったもの。
2017年6月、AppleはWorldwide Developers Conference（WWDC、日:世界開発者会議）で、Siriを搭載したスマートスピーカーであるHomePodを発表した。
2024年6月10日のWWDC 2024基調講演で、2024年秋よりApple IntelligenceとChatGPT（GPT-4o）による生成AIをSiriに搭載し始める予定であると発表され、12月11日からベータ版としてmacOS Sequoia 15.2, iOS 18.2, iPadOS 18.2に米国英語のみ対応のベータ版として実装された。

## 歴史

### 前史
Siriの開発・提供を行っていたSiri社は、2007年12月にDag Kittlaus(CEO)、Adam Cheyer(VP Engineering)、Tom Gruber(CTO・VP Design)、そしてSRIインターナショナルのベンチャー出身のNorman Winarskyらによって創設された。
元々はアメリカ国防高等研究計画局(DARPA/Defense Advanced Research Project Agency)により兵士を戦場でサポートするための人工知能開発プロジェクトとして開発が始まった。CALOプロジェクトは人類史上最大の人工知能研究プロジェクトとも言われ、2003年からスタートし巨額の資金が投じられ名だたる大学や研究機関から研究者が集められた。そしてそのプロジェクトの一環としてDag Kittlausにより「Siri」は立ち上げられた。
その後Siri社は2010年4月28日にAppleに売却された。またSiriはBlackBerryとAndroid向けにも登場するとされていたが、iOS以外の製品向け研究成果はすべて取り消された。
Appleは2006年にiPodを音声操作する技術の特許を申請した。
またSiri開発者である、Dag KittlausとAdam Cheyerたちにより2016年5月に新会社で新しい音声アシスタントViv（ビブ）が開発が発表された。2016年10月にSamsungがVivを買収し単独で展開すると発表されたが、2019年にBixbyへ統合され消滅し、Dag Kittlausは2019年に、Adam Cheyerは2020年に、Samsungを辞任した。

### iOS 5への初搭載
2011年10月4日、SiriがiPhone 4Sに搭載されることが発表された。この新しいバージョンのSiriは、iOSに組み込まれ、リマインダー、天気予報、株式情報、テキストメッセージ、Eメール、カレンダー、メモ、音楽、時計、Webブラウザー、Wolfram Alpha、地図などとの連携機能が付けられた。リリース当初、Siriは、英語（アメリカ、イギリス、オーストラリア）・ドイツ語・フランス語のみに対応していたが、2012年3月8日には日本語に対応し、中国語・韓国語・イタリア語・スペイン語といった言語にも2012年に対応した。米国外では機能上も制限がある。
iPhone 4SへのSiri搭載発表後、AppleはApp Storeから既存のSiriアプリケーション（全モデルのiPhoneで動作可能であった）を削除しているため、iPhone 4S以外のiOS端末（4S以前のiPhoneや第五世代より前のiPod touch、第二世代までのiPadも含む）では使用ができない。

### iOS 6
iOS 6からは対応言語にメキシコのスペイン語やスイスのイタリア語、広東語などが追加され、アプリの起動やレストランの予約なども可能になるとされる。第三世代のiPadにも対応。2012年9月12日午前10:00（現地時間）より開始されたAppleのカンファレンスイベントで第五世代iPod touchに対応することが発表された。
また、10月24日に行われたiPad miniのスペシャルイベントでは明言されていないが対応している。

### iOS 7
2014年3月12日にアップデートされたiOS 7.1以降では発音が滑らかになり、男性の声も追加された。女性の声は以前の「Kyoko（キョーコ）」から新しいSiri専用の音声に変更された。
ちなみに、音声合成ライブラリの各音声名はJavaScriptのWeb Speech APIで取得でき、iOS 7.1以降での日本語の女性の声は「O-ren（オーレン）」、男性の声は「Hattori（ハットリ）」である。また、男性・女性音声ともに発音のアクセントや感情を細かく表現できるようになっている。

### iOS 8
2014年9月17日にアップデートされたiOS 8.1以降では本体に話しかけると自動起動できる「Hey Siri」機能が追加された。ホームボタンが押せない充電時にSiriを起動するために追加された機能であるため、この機能を使用するには電源に接続している必要があった。
2015年9月25日に発売されたiPhone 6sとiPhone 6s Plusでは電源に接続されていない状態でも「Hey Siri」機能が使用できるように改善された。ハードウェア側の対応が必要なため、旧機種をiOS 9にアップデートしても本機能は使用できない。
また2018年9月18日のiOS 12リリース日に公開されたapp「ショートカット」により、SiriでAppでの1つまたは複数の作業をすばやく完了できるようになった。

### iOS 14およびiPadOS 14
2020年9月17日配信のiOS 14、iPadOS 14では、Siriの画面が刷新された。また、自分が話した内容やSiriの会話がデフォルトでオフになった。これらの設定は、再び表示させることも可能。その他、アクセシビリティの設定では、iOS 6以前のように全画面を覆わず、Siriのアニメーションアイコンのみ表示される設定も可能になった。
2021年4月26日に配信されたiOS 14.5、iPadOS 14.5では、Siriの設定画面から「男性」「女性」といった性別による声の選択が廃止され、「声 1」「声 2」という表記に変更された。

### iOS 15およびiPadOS 15
2021年9月21日リリースのiOS 15、iPadOS 15では、オフラインでもタイマー、アラーム、電話、メッセージ、共有、アプリの起動、オーディオ再生の操作、設定などの機能が使えるようになった。その他にもAirPodsをつけているときに通知が来るとSiriが読み上げる機能などが搭載された。

### iOS 18およびiPadOS 18（Apple Intelligence）
2024年6月10日のWWDC 2024基調講演で、2024年秋よりApple IntelligenceとChatGPT（GPT-4o）による生成AIをSiriに搭載し始める予定であると発表され、新しいSiriは12月11日リリースのiOS 18.2から言語環境を米国英語にするとベータ版として機能する。スティーブ・ウォズニアックは当該アップデートを、「Siri開発の原点にあった夢の実現を目指したもの」と好意的に評価した。日本語への対応（ベータ版）は2025年4月にリリースされたiOS/iPadOS 18.4から。

### macOS
2016年6月13日、WWDCにて、開発者へのAPIの公開とともに、macOS Sierraへの対応が発表された。
2024年6月10日のWWDC 2024基調講演で発表された内容が、2024年12月11日リリースのmacOS Sequoia 15.2にて実装され、Apple IntelligenceとChatGPT（GPT-4o）による生成AIが、言語環境を米国英語にするとベータ版として機能するようになった。日本語への対応（ベータ版）は2025年4月にリリースされたmacOS Sequoia OS 15.4から。

## 研究開発
SiriはSRI International Artificial Intelligence Centerの研究を基に誕生したアプリケーションであり、DARPAによって立ち上げられた恐らく過去最大の人工知能計画であるCALOプロジェクトの分家筋にあたる。
Siriの主要な技術領域は、会話型インターフェース、人的文脈認識、そしてサービスの代理実行である。
Siriの音声認識エンジンは、同分野の技術開発を行っているニュアンス・コミュニケーションズ社の提供を受けている。
2024年からApple独自開発のパーソナルインテリジェンスシステム、Apple Intelligenceによる強化が行われているが、進化したパーソナルアシスタント機能の実装は難航し、次バージョンのOS（macOS Tahoe 26, iOS 26, iPadOS 26, visionOS 26）のアップデートで、2026年春になると見込まれている。

## 問題
Siriの使用によるデータの処理は、ほとんどがデバイス上でローカル処理されるとAppleは説明していたが、会話にプライバシーに関わる情報が含まれていた場合は個人を特定できると指摘されていた。また、英紙『ガーディアン』はAppleの委託業者がユーザとSiriとの会話を日常的に聴取していると報じた。この報道を受けて、Appleは謝罪すると共に、会話の扱いに関するルールを改善すると表明した。iOS 13.2より、Siriの使用履歴の消去や、使用状況をAppleに送信するかどうかが選べるようになっている。

## 対応デバイス

### iPhone
- iPhone 4s 以降

### iPad
- iPad (第3世代) 以降
- iPad mini（全モデル）
- iPad Air（全モデル）
- iPad Pro（全モデル）

### iPod touch
- iPod touch (第5世代) 以降

### Apple Watch
- Apple Watch (第1世代)
- Apple Watch Series 1 以降
- Apple Watch SE
- Apple Watch Ultra

### Apple TV
- Apple TV (第4世代) 以降

### Apple Vision Pro
- Apple Vision Pro

### Mac
- iMac (Late 2009) 以降
- iMac Pro（全モデル）
- MacBook (Late 2009) 以降
- MacBook Pro (Mid 2010) 以降
- MacBook Air (Late 2010) 以降
- Mac mini (Mid 2010) 以降
- Mac Studio (2022)
- Mac Pro (Mid 2010) 以降

### HomePod
- HomePod
- HomePod mini

### AirPods
- AirPods
- AirPods Pro
- AirPods Max

## 対応言語
| バージョン | 新規対応言語 |
| ---------- | --- |
| 5.0        | - 英語（アメリカ合衆国） - 英語（イギリス） - 英語（オーストラリア） - ドイツ語（ドイツ） - フランス語（フランス） |
| 5.1        | - 日本語 |
| 6.0        | - イタリア語（イタリア） - イタリア語（スイス） - 英語（カナダ） - 韓国語 - スペイン語（アメリカ合衆国） - スペイン語（スペイン） - スペイン語（メキシコ） - 中国語（北京語 - 中国） - 中国語（中華民国国語 - 台湾） - 中国語（広東語 - 香港） - ドイツ語（スイス） - フランス語（カナダ） - フランス語（スイス） |
| 8.2        | - 英語（シンガポール） |
| 8.3        | - 英語（インド） - 英語（ニュージーランド） - オランダ語（オランダ） - スウェーデン語（スウェーデン） - タイ語 - デンマーク語 - トルコ語 - ポルトガル語（ブラジル） - ロシア語（ロシア） |
| 9.0        | - オランダ語（ベルギー） - ドイツ語（オーストリア） - ノルウェー語（ブークモール） - フランス語（ベルギー） |
| 9.2        | - アラビア語 |
| 9.3        | - フィンランド語 - ヘブライ語（イスラエル） - マレー語（マレーシア） |
| 10.0.1     | - 英語（アイルランド） - 英語（南アフリカ） - スペイン語（チリ） - 中国語（広東語 - 中国） |